# Chemische reactie
Een chemische reactie is het proces waarbij chemische verbindingen, moleculen of atomen langs chemische weg in andere verbindingen worden omgezet, door het vormen dan wel breken van chemische bindingen. Met chemische weg wordt bedoeld dat de chemische identiteit van de oorspronkelijke stoffen verloren gaat. Bij een fysische omzetting, zoals smelten of verdampen, is dat niet het geval. Hierbij worden enkel intermoleculaire krachten verbroken of gevormd.
De reagerende deeltjes worden reagentia of reactanten genoemd. De verbindingen die door een chemisch proces worden gevormd, noemt men de reactieproducten. Zij worden allen geordend in een reactievergelijking volgens de principes van de stoichiometrie. Een voorbeeld is de verbranding van methaan:
{\displaystyle {\ce {CH4 + 2O2 -> CO2 + 2H2O}}}
Bij deze reactie worden de chemische bindingen tussen de atomen in methaan en de chemische bindingen tussen de atomen in zuurstof verbroken en worden met deze atomen twee nieuwe chemische verbindingen, koolstofdioxide en water, gemaakt.
Een chemische reactie kan uit verschillende stappen bestaan. Dat gebeurt bij de organische synthese bijvoorbeeld bij de productie van geneesmiddel. De stoffen waarmee wordt begonnen worden de precursor genoemd. De reactanten tussen de precursor en het eindproduct worden intermediair genoemd. Een organische reactie is een reactie waarbij organische verbindingen zijn betrokken. Veel in de industrie gebruikte reacties vallen hier onder.

## Beschrijving van reacties
Reacties worden hoofdzakelijk beschreven aan de hand van twee belangrijke aspecten: de thermodynamica en de kinetiek. Deze eerste geeft inzicht in de spontaniteit van een reactie en gaat gepaard met belangrijke begrippen als evenwicht en reactie-enthalpie. De reactiekinetiek geeft weer hoe snel een reactie verloopt en wordt onder meer beschreven met behulp van de activeringsenergie.

### Thermodynamisch aspect
Omdat bij de verbrandingsreactie van methaan bij de vorming van de nieuwe bindingen meer energie vrijkomt dan er nodig is om de bestaande bindingen te verbreken, komt er bij deze reactie netto energie vrij (de reactie is exotherm). Dit is vooral te wijten aan de sterk negatieve vormingswarmte van water. Voor reacties die zoals deze vanzelf verlopen geldt vaak dat er energie vrijkomt. Het is echter ook mogelijk om een reactie te laten verlopen die netto energie verbruikt: zo'n reactie is dan endotherm. Volgens de wetten van de thermodynamica kan dat alleen als de reactie zo veel extra entropie oplevert dat de vrije energie wel naar beneden gaat (dat kan bijvoorbeeld als een van de producten een gas is of wanneer er een neerslag wordt gevormd). Dit is een gevolg van het principe van Le Chatelier.
Vrijwel geen enkele reactie loopt slechts in één richting. Ook de teruggaande reactie is heel vaak mogelijk. In zo'n geval spreekt men van een chemisch evenwicht. Als de teruggaande reactie te verwaarlozen is, wordt dit een aflopende reactie genoemd.
In een situatie van chemisch evenwicht zijn er (macroscopisch gezien) altijd nog uitgangsstoffen over die niet in producten worden omgezet. Microscopisch gezien worden de vooruitgaande en de achteruitgaande reactie in de evenwichtssituatie precies even vaak doorlopen. Dat wil zeggen dat als de vooruitgaande reactie bijvoorbeeld 9 keer zo snel verloopt als de teruggaande reactie, dat op elk gekozen moment 90% van de reactanten aanwezig is in de vorm van product, en 10% in de vorm van de uitgangsstoffen. De ligging van het evenwicht wordt dus bepaald door de verhouding van de snelheden van de vooruitgaande en teruggaande reacties. Deze verhouding wordt bepaald door de temperatuur en het verschil in vrije energie van de uitgangsstoffen en de producten. Voor een eenvoudige reactie is dit verschil gelijk aan het verschil in activeringsenergie van de heen- en teruglopende reacties. De precieze ligging van het evenwicht kan bepaald worden met de evenwichtsconstante. Voor een hypothetische reactievergelijking:
{\displaystyle {\ce {aA + bB <=> cC + dD}}}
wordt de evenwichtsconstante K gegeven door:
{\displaystyle K={\frac {[C]^{c}[D]^{d}}{[A]^{a}[B]^{b}}}}

### Kinetisch aspect
Reacties kunnen heel langzaam verlopen, bijvoorbeeld het roesten van ijzer (een oxidatieproces), maar ook heel snel, zoals de explosie van een staaf dynamiet. De reactiesnelheid is afhankelijk van de activeringsenergie en de temperatuur. Voor veel reacties geldt dat ze bij een 10°C hogere temperatuur 2-3 keer zo snel verlopen. Als een reactie bij kamertemperatuur erg langzaam verloopt, dan heeft deze een hoge activeringsenergie: er is veel energie nodig om de stoffen die reageren in de juiste positie te brengen voor de reactie (de overgangstoestand).
De ligging van een chemisch evenwicht en daarmee de verhouding van de heen- en terugreacties ligt vast als de waarde van de thermodynamische grootheden enthalpie en entropie van de producten en reactanten bekend is. Men kan echter, ver weg uit de evenwichtssituatie, de reactiesnelheid niet daaruit voorspellen. De reactiesnelheid hangt sterk af van het chemische pad waarlangs de reactie plaatsvindt. Dit pad kan beïnvloed worden door uitwendige factoren, bijvoorbeeld de aanwezigheid van een katalysator. De studie van de reactiekinetiek is daarom een apart vakgebied binnen de fysische chemie.

#### Factoren die de reactiesnelheid beïnvloeden
Er zijn 6 verschillende factoren die de reactiesnelheid kunnen beïnvloeden:
1. De concentratie: een grotere concentratie aan reagentia verhoogt de kans op een botsing, en dus op een effectieve botsing. Dit uit zich in een hogere reactiesnelheid.
2. De temperatuur: bij hogere temperatuur zullen de deeltjes sneller gaan bewegen, omdat hun kinetische energie verhoogd wordt. De kans op een botsing, en dus ook de kans op een effectieve botsing zal stijgen.
3. Een katalysator: een katalysator verlaagt de activeringsenergie van een reactie, maar wordt tijdens de reactie zelf niet verbruikt. Een katalysator heeft geen enkele invloed op de ligging van het chemisch evenwicht.
4. De verdelingsgraad: door het contactoppervlak (bijvoorbeeld door een kristal te verpulveren tot poeder) te vergroten zal de kans op effectieve botsing toenemen.
5. De elektromagnetische straling: straling kan (bijvoorbeeld bij pericyclische reacties) een gunstige invloed hebben op de reactiesnelheid.
6. Aard van de verbinding: het type reagens kan eveneens bepalend zijn voor de reactiesnelheid. Zo is de verbranding in een motor met benzine anders dan bij diesel.

## Reactietypen
Van veel reacties is het reactiemechanisme bekend: men begrijpt dan waarom en hoe een bepaalde reactie plaatsgrijpt. Deze kennis is nuttig om te kunnen voorspellen welke andere verbindingen eenzelfde reactie kunnen ondergaan en onder welke omstandigheden (temperatuur, druk, katalyse, oplosmiddel, straling) de reactie het best zal verlopen.
Reacties worden vaak op verschillende manieren gedefinieerd. De naamgeving gebeurt op basis van:
- De ontdekker van de reactie: diels-alderreactie, Grignard-reactie, Andrussow-proces, Bunsen-reactie
- De karakteristieke experimentele omstandigheden: katalytische hydrogenering, pyrolyse, thermolyse
- De transformatie in brede zin (vooral in de organische chemie): additie, eliminatie, substitutie, omlegging
- De specifieke transformatie: zuur-basereactie, redoxreactie, alkylering, transesterificatie, ringsluiting
- Het type mechanisme: ionair (anionisch dan wel kationisch), radicalair, pericyclisch, gekatalyseerd door een overgangsmetaal of complex

Op een veel algemener niveau wordt er ook onderscheid gemaakt tussen reacties die een nieuwe verbinding maken, synthesereacties of combinatiereacties, en reacties waarbij een verbinding wordt afgebroken, ontledingsreacties. Echter, elke reactie breekt de reactanten af en vormt reactieproducten en zal dus zowel als ontleding en als synthese kunnen worden beschreven. Daarom wordt vaak een iets duidelijkere definitie gebruikt: bij een ontledingsreactie is maar één reactant betrokken, en bij een synthesereactie wordt maar één product gevormd.